# Floresta (kommun i Brasilien, Paraná)
Floresta är en kommun i Brasilien.   Den ligger i delstaten Paraná, i den södra delen av landet, 1 000 km sydväst om huvudstaden Brasília. Antalet invånare är 5 921.
Trakten runt Floresta består till största delen av jordbruksmark. Runt Floresta är det ganska glesbefolkat, med 26 invånare per kvadratkilometer.